# ایگوندگا
ایگوندگا شهری در شهرستان رولو در استان بام در بورکینافاسوی شمالی است و جمعیت آن ۴۲۹ نفر است.